# World Catalogue of Opiliones
Le World Catalogue of Opiliones (WCO) est une base de données dédiée aux opilions. 